# Jaguaré (football)
Pour les articles homonymes, voir Vasconcellos.
Jaguaré Bezerra de Vasconcelos, ou plus simplement Jaguaré, appelé dans certaines sources en français Jaguare « de Besveconne » Vasconcellos, né le 14 mai 1905 à Rio de Janeiro et mort le 27 août 1946 à Santo Anastácio (SP), est un footballeur brésilien.
Surnommé El Jaguare, il évolue au poste de gardien de but, et joue notamment à l'Olympique de Marseille de 1936 à 1939.

## Biographie
En 1929, Jaguaré remporte le Championnat de Rio de Janeiro de football avec Vasco da Gama.
En 1936, il est recruté par l'Olympique de Marseille avec lequel il remporte le championnat de France lors de sa première saison, et la Coupe de France l'année suivante. 
Le match opposant le FC Sète à l'OM du 1er mai 1938 reste dans les mémoires puisqu'il a l'occasion de s'illustrer sur trois penalties. Le premier est en faveur de l'OM et il le tire en ayant indiqué au préalable au gardien sétois où il comptait viser. Il transforme le penalty en but et il reste à ce jour un des rares gardiens à avoir marqué un but en championnat de France et le seul de l'histoire de l'OM. Les deux autres coups de pied de réparation sont pour le FC Sète et Jaguare Vasconcellos les arrête,.
L'utilisation du nom « de Besveconne » dans les sources ne semble pas lui être contemporaine et n'a pas de raison connue. Elle rappelle le nom de l’entraîneur de football Valère de Besveconny, qui exerce lui aussi en France et en Europe dans les années 1930, mais aucun lien ne leur est connu.
Une fois sa carrière sportive terminée au Brésil, Jagaré tombe rapidement dans un certain dénuement et anonymat. Il meurt en 1946, à 41 ans.

## Carrière

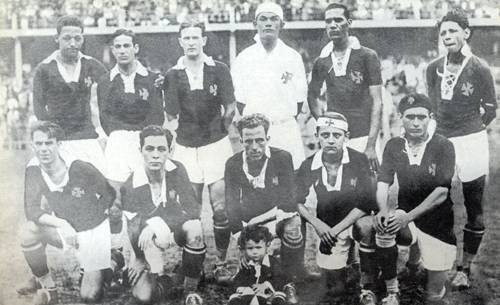
Vasco 1929 : Debout : Tinoco, Brilhante, Itália, Jaguaré, Fausto, Mola ; accroupis : Paschoal, Oitenta-e-Quatro, Russinho, Mário Mattos, Santana.

- 1928-1931 :  Vasco da Gama
- 1931-1932 :  FC Barcelone
- 1934-1935 :  SC Corinthians Paulista
- 1935-1935 :  Sporting Portugal
- 1936-1939 :  Olympique de Marseille
- 1939-1940 :  Académico FC (Porto)
- 1941 :  São Cristovão FR (RJ)

## Palmarès
Vasco da Gama
- Championnat de Rio de Janeiro (1)
  - Champion : 1929

 Olympique de Marseille
- Championnat de France (1)
  - Champion : 1937
  - Vice-champion : 1938 et 1939
- Coupe de France (1)
  - Vainqueur : 1938